# كأس أرمينيا 2006
كأس أرمينيا 2006 (بالأرمنية: Հայաստանի ֆուտբոլի գավաթ 2006) هو الموسم 15 من كأس أرمينيا. أقيم خلال الفترة 25 مارس 2006 وحتى 9 مايو 2006، وأشرف على تنظيمه اتحاد أرمينيا لكرة القدم، وكان عدد الأندية المشاركة فيه 12، وفاز فيه نادي ميكا.